# Мамонтово (Мамонтовский район)
Ма́монтово — село в Алтайском крае, административный центр Мамонтовского района.

## География
Расположено в 175 километрах к юго-западу от Барнаула между двух озёр Горького и Большого Островного.
Рядом находится Касмалинский ленточный бор на реке Касмала.
В селе Мамонтово умеренно-холодный климат. Значительное количество осадков, даже в засушливые месяцы часто идёт дождь. По классификации Кёппена — влажный континентальный климат (индекс Dfb) с равномерным увлажнением в течение года и тёплым летом. Климатическое лето длится с начала июня до конца августа.
| Показатель                                                                               | Янв.  | Фев.  | Март  | Апр.  | Май  | Июнь | Июль | Авг. | Сен. | Окт.  | Нояб. | Дек.  | Год   |
| ---------------------------------------------------------------------------------------- | ----- | ----- | ----- | ----- | ---- | ---- | ---- | ---- | ---- | ----- | ----- | ----- | ----- |
| Абсолютный максимум, °C                                                                  | 6,3   | 4,1   | 15,3  | 30,0  | 35,5 | 36,5 | 35,9 | 36,7 | 33,6 | 25,0  | 15,5  | 5,8   | 36,7  |
| Средний суточный максимум, °C                                                            | −11,5 | −10,1 | −2,8  | 9,1   | 19,2 | 24,8 | 26,7 | 23,9 | 18,4 | 7,8   | −2,9  | −9,4  | 8,0   |
| Средняя температура, °C                                                                  | −16,4 | −15,6 | −8,4  | 3,5   | 12,3 | 18,0 | 20,2 | 17,4 | 11,9 | 3,2   | −7,1  | −14   | 2,1   |
| Средний суточный минимум, °C                                                             | −21,3 | −21,1 | −13,9 | −2    | 5,5  | 11,3 | 13,7 | 10,9 | 5,4  | −1,4  | −11,3 | −18,5 | −2,7  |
| Абсолютный минимум, °C                                                                   | −42,9 | −43,6 | −33,2 | −15,8 | −5,4 | 0,7  | 3,1  | 1,1  | −6,4 | −15,6 | −32,5 | −42,8 | −43,6 |
| Норма осадков, мм                                                                        | 23    | 20    | 20    | 26    | 39   | 41   | 61   | 48   | 32   | 43    | 34    | 25    | 412   |
| Источник: Средние температуры и осадки, Абсолютные минимумы и максимумы за 2005-2019 гг. |       |       |       |       |      |      |      |      |      |       |       |       |       |

## История
Село Бутырки было основано в 1780 году. Административно входило в состав Барнаульского уезда. Современное название получило в советское время — было переименовано в честь руководителя партизанского движения на Алтае времен гражданской войны Мамонтова Ефима Мефодьевича (1889—1922 гг). У Дома культуры ему поставлен памятник.
Основателем села был крестьянин Степан Шалыгин из причумышской деревни Морозово, поселившийся здесь со своей семьей (жена и десять сыновей). Рядом с ними поселились два брата Лютаевых, уроженцы Новгородской губернии. Само село стало торговым центром, так как располагалось на Касмалинском тракте и впоследствии стало центром Касмалинской волости.
Известный путешественник Петр Семенов-Тян-Шанский останавливался в Мамонтово (Бутырском) в 1906 году. В начале века здесь было много паровых мельниц и лесопилок, предприятий маслодельной и кожевенной промышленности.
Во время гражданской войны близ села произошел Мало-Бутырский бой, в котором погибло около 200 человек, это в 3 км к северо-востоку от Мамонтово.
Постановлением НКВД от 21.07.1922 года село Бутырки Касмолинкой волости Барнаульского уезда Алтайской губернии переименовано в Мамонтовку, а Касмолинская волость в Мамонтовскую.

## Население
| 1926  | 1939  | 1959  | 1970  | 1979  | 1989  | 1997  |
| ----- | ----- | ----- | ----- | ----- | ----- | ----- |
| 3140  | ↗3945 | ↗5561 | ↗5989 | ↗8075 | ↗8980 | ↗9758 |
| 1998  | 1999  | 2000  | 2001  | 2002  | 2003  | 2004  |
| ↘9608 | ↘9573 | ↘9448 | ↗9786 | ↘9363 | ↗9401 | ↗9418 |
| 2005  | 2006  | 2007  | 2008  | 2009  | 2010  | 2011  |
| ↘9297 | ↘9209 | ↘9130 | ↘9029 | ↘8910 | ↘8784 | ↗8786 |
| 2012  | 2013  | 2021  |       |       |       |       |
| ↘8717 | ↘8652 | ↘8251 |       |       |       |       |

## Экономика
В селе находятся частное предприятие «Молочное дело», асфальтовый завод, филиал лесного хозяйства «Новичихалес», открылся новый завод по производству зубочисток, угля для шашлыка и шпажек, образовательные и музыкальная школы, медицинские учреждения, спортсооружения, библиотеки, музей. Имеется также парк Культуры и отдыха с аттракционами. До ближайшей железнодорожной станции Корчино 41 км, до которой уже нет автобусного сообщения. Функционирует Мамонтовский автовокзал, осуществляющий транзитные и прямые поездки до города Барнаула и других населённых пунктов Алтайского края.

## Религия
В 1995 году общине верующих с. Мамонтово было передано под храм помещение, которое ранее было зданием дома культуры совхоза XXIV партсъезда.